# Uruaçu
Uruaçu is een gemeente in de Braziliaanse deelstaat Goiás. De gemeente telt  39.787 inwoners (schatting 2016).
De plaats is de zetel van het rooms-katholieke bisdom Uruaçu.

## Verkeer en vervoer
De plaats ligt aan de radiale snelweg BR-080 tussen Brasilia en São Miguel do Araguaia. Vanaf Uruaçu ontbreekt een groot deel van het tracé. Daarnaast ligt ze aan de wegen BR-153 en GO-237.